# Carl Bergengruen

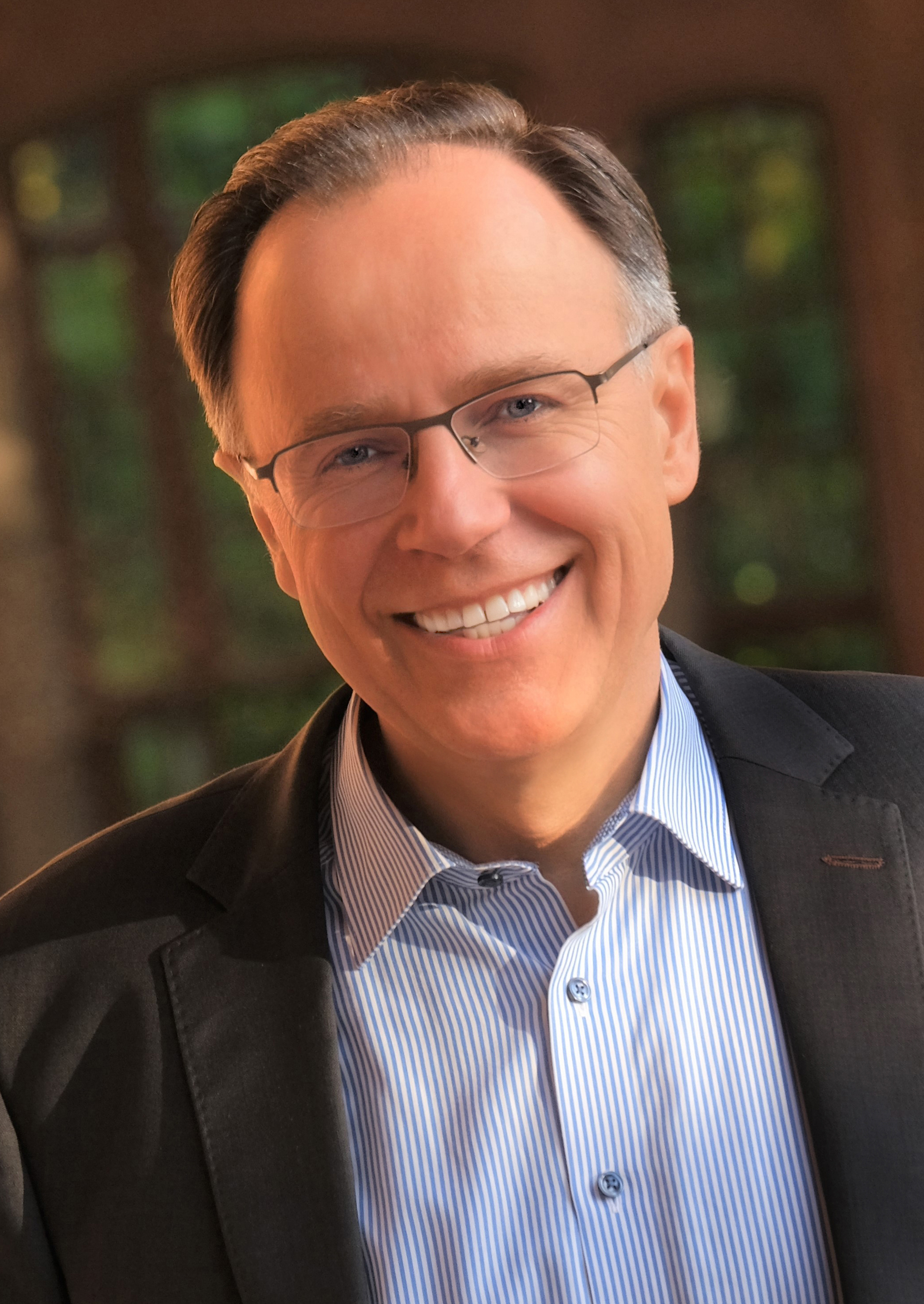
Carl Bergengruen, 2021

Carl Bergengruen (* 25. Februar 1960) ist ein deutscher Medienmanager. Er ist Geschäftsführer der Medien- und Filmgesellschaft Baden-Württemberg.

## Leben
Bergengruen studierte Germanistik und Romanistik und absolvierte als Fulbright-Stipendiat ein einjähriges Filmstudium in den USA. Nach einem Redaktionsvolontariat beim damaligen Südwestfunk (SWF) war er dort und ab 1992 beim Mitteldeutschen Rundfunk als Fernsehfilmredakteur tätig. 1994 kehrte er wieder zum SWF zurück und verantwortete dort zunächst die Reihe „Debüt im Dritten“.
Im Jahr 1998 wurde er im neu gegründeten Südwestrundfunk (SWR) Redaktionsleiter und Produzent der Stuttgarter „Tatort“-Folgen und 2002 Hauptabteilungsleiter „Film und Serie“. 2005 übernahm Bergengruen zusätzlich das Kinder- und Familienprogramm des SWR.
Unter Bergengruens Leitung entstanden Fernsehfilme wie Stauffenberg, Margarete Steiff, Nicht alle waren Mörder, Mogadischu oder Romy sowie sechs Folgen der Fernsehreihe Tatort. 
Vom 1. Februar 2011 bis 30. November 2013 war Bergengruen Vorsitzender der Geschäftsführung der Studio Hamburg GmbH. Seit dem 1. Dezember 2013 ist er Geschäftsführer der Medien- und Filmgesellschaft Baden-Württemberg und verantwortet dort die beiden Geschäftsbereiche „MFG Filmförderung“ und „MFG Kreativ“.
Bergengruen war einige Jahre Honorarprofessor an der Hochschule RheinMain im Studiengang Medienmanagement.